# Gablonzer Hütte
Die Gablonzer Hütte ist eine Alpenvereinshütte der Sektion Neugablonz-Enns des Österreichischen Alpenvereins in 1550 m ü. A., südlich der Zwieselalm am Fuß des Donnerkogels im Gosaukamm.
Die Schutzhütte befindet sich beim Törleck mit 1587 m ü. A. ⊙, auf dem Gemeindegebiet von Gosau in Oberösterreich nur wenige Meter von der Grenze zum Bundesland Salzburg entfernt.
Aufgrund der leichten Erreichbarkeit ist die Gablonzer Hütte ein beliebtes Ausflugsziel von Wanderern und Tagesgästen sowie im Winter Raststation für Skifahrer. Darüber hinaus ist sie für Bergsteiger ein hervorragender Ausgangspunkt für größere Touren am Gosaukamm und durch das Dachsteinmassiv sowie ein Stützpunkt für Weitwanderer auf dem Nordalpenweg.

## Geschichte
Nachdem 1902 Bergsteiger in der Stadt Gablonz (Jablonec nad Nisou) die Sektion Gablonz a. N. im Deutschen und Österreichischen Alpenvereins (DuOeAV) gründeten, kauften sie 1933 mit Hilfe eines Fabrikanten einen Rohbau, aus dem die heutige Gablonzer Hütte hervorging. 1945 wurde die Hütte als „deutsches Eigentum in Österreich“ von den Alliierten beschlagnahmt. 1951 wurde die Sektion Neugablonz-Enns des Österreichischen Alpenvereins gegründet, die sich bemühte, die beschlagnahmte Hütte zurückzuerhalten. Dies gelang auch, jedoch wurde die Hütte mit einer zweiten Sektion, Kaufbeuren-Gablonz des Deutschen Alpenvereins, „halb-halbe aufgeteilt“. Der Bau der Gosaukammbahn machte 1967 eine Erweiterung und Modernisierung der Hütte notwendig. Seit 2002 sind die Ennser alleinige Eigner der Hütte.

## Zugänge
- Vom Vorderen Gosausee (930 m, Parkplatz) über die Krautgartenalm, leicht, Gehzeit: 1½ Stunden
- Mit der Gosaukammbahn vom Vorderen Gosausee zur Bergstation, von dort in 10 Minuten zur Hütte
- Von der Ortsmitte Gosau (770 m) über den Herrenweg, leicht, Gehzeit: 2½ Stunden
- Von Annaberg im Lammertal (Parkplatz Schindlmais, 860 m) über Schefferberg und Riedlkaralm, Gehzeit: 2½ Stunden

## Übergänge
- Stuhlalm und Theodor-Körner-Hütte über den Austriaweg, leicht, Gehzeit: 1½ Stunden
- Hofpürglhütte (1705 m) über Austriaweg, Stuhlalm und Durchgang, leicht, Gehzeit: 3 Stunden

## Gipfelbesteigungen
- Großer Donnerkogel (2054 m) über Normalweg, nur für Geübte, Kletterstellen Schwierigkeitsgrad I nach UIAA, gesichert, Gehzeit: 1½ Stunden
- Klettersteig auf Kleinen (1920 m) und Großen Donnerkogel (2054 m) durch die Nordflanke, nur mit entsprechender Ausrüstung
- Steinriesenkogel (2.008 m) und Strichkogel (2035 m) sind über den Großen Donnerkogel in 2 bis 2½ Stunden erreichbar